# Nadzikambia
Genre
Nadzikambia est un genre de sauriens de la famille des Chamaeleonidae.

## Répartition
Les espèces de ce genre se rencontrent au Mozambique et au Malawi.

## Liste des espèces
Selon The Reptile Database (25 juin 2012) :
- Nadzikambia baylissi Branch & Tolley, 2010
- Nadzikambia mlanjensis (Broadley, 1965)

## Étymologie
Le nom de ce genre, Nadzikambia, vient de Nadzikambe, terme désignant les caméléons en Chichewa, langue utilisée par les tribus vivant dans la zone de répartition de Nadzikambia mlanjensis.

## Publication originale
- Tilbury, Tolley & Branch, 2006 : A review of the systematics of the genus Bradypodion (Sauria: Chamaeleonidae), with the description of two new genera. Zootaxa, n. 1363, p. 23–38 (correction in Zootaxa, n. 1426, p. 68)